# هارفي ك. جاربر
هارفي ك. جاربر (بالإنجليزية: Harvey C. Garber)‏ هو محامي وسياسي أمريكي، ولد في 6 يوليو 1866 في الولايات المتحدة، وتوفي في 23 مارس 1938 في نيبلز في الولايات المتحدة. حزبياً، نشط في الحزب الجمهوري والحزب الديمقراطي. وقد انتخب عضو مجلس نواب أوهايو وانتخب عضو مجلس النواب الأمريكي.